# ATSC
Các tiêu chuẩn của Ủy ban Hệ thống Truyền hình Tiên tiến (ATSC) là một bộ các tiêu chuẩn để truyền hình kỹ thuật số qua các mạng mặt đất, cáp và vệ tinh. Nó phần lớn là sự thay thế cho tiêu chuẩn NTSC tương tự, và giống như tiêu chuẩn đó, được sử dụng chủ yếu ở Hoa Kỳ, México và Canada. Những người dùng trước đây của NTSC, như Nhật Bản, đã không sử dụng ATSC trong quá trình chuyển đổi truyền hình kỹ thuật số của họ vì họ đã áp dụng hệ thống của riêng họ được gọi là ISDB.
Các tiêu chuẩn ATSC được phát triển vào đầu những năm 1990 bởi Grand Alliance, một tập đoàn gồm các công ty điện tử và viễn thông được lắp ráp để phát triển một đặc điểm kỹ thuật cho cái mà ngày nay gọi là HDTV. Tiêu chuẩn này hiện được quản lý bởi Ủy ban Hệ thống Truyền hình Tiên tiến. Tiêu chuẩn bao gồm một số yếu tố được cấp bằng sáng chếvà việc cấp phép là bắt buộc đối với các thiết bị sử dụng các phần này của tiêu chuẩn. Điểm mấu chốt trong số này là hệ thống điều chế 8VSB được sử dụng để phát sóng qua không trung. Công nghệ ATSV được phát triển chủ yếu với sự đóng góp bằng sáng chế của LG Electronics, công ty nắm giữ hầu hết các bằng sáng chế cho tiêu chuẩn ATSV.
ATSC bao gồm hai định dạng video độ nét cao chính, 1080i và 720p. Nó cũng bao gồm các định dạng độ nét tiêu chuẩn, mặc dù ban đầu chỉ có các dịch vụ HDTV được ra mắt ở định dạng kỹ thuật số. ATSC có thể mang nhiều kênh thông tin trên một luồng và thông thường có một tín hiệu độ phân giải cao và một số tín hiệu độ phân giải tiêu chuẩn được phân bổ trên một phân bổ kênh 6 MHz (NTSC cũ).

## Mô tả về ATSC
Các tiêu chuẩn truyền hình độ nét cao được xác định bởi ATSC tạo ra hình ảnh màn hình rộng 16:9 có kích thước lên tới 1920 × 1080 pixel - gấp hơn sáu lần độ phân giải màn hìnhcủa tiêu chuẩn trước đó. Tuy nhiên, nhiều kích cỡ hình ảnh khác nhau cũng được hỗ trợ. Yêu cầu băng thông giảm của hình ảnh độ phân giải thấp hơn cho phép tối đa sáu "kênh con" độ nét tiêu chuẩn được phát trên một kênh TV6 MHz duy nhất.
Các tiêu chuẩn ATSC được đánh dấu A / x (xlà số tiêu chuẩn) và có thể được tải xuống miễn phí từ trang web của ATSC tại ATSC.org. ATSC Standard A / 53, được triển khai hệ thống do Grand Alliance phát triển, được xuất bản năm 1995; tiêu chuẩn được Ủy ban Truyền thông Liên bang tại Hoa Kỳ áp dụng vào năm 1996. Nó đã được sửa đổi vào năm 2009. Tiêu chuẩn ATSC A / 72 đã được phê duyệt năm 2008 và giới thiệu mã hóa video H.264 / AVC cho hệ thống ATSC.
ATSC hỗ trợ âm thanh vòm 5.1 kênh sử dụng định dạng AC-3 của Dolby Digital. Nhiều dịch vụ dữ liệu phụ trợ cũng có thể được cung cấp.
Nhiều khía cạnh của ATSC được cấp bằng sáng chế, bao gồm các yếu tố của mã hóa video MPEG, mã hóa âm thanh AC-3 và điều chế 8VSB.Chi phí cấp phép bằng sáng chế, ước tính lên tới $50 mỗi đầu thu TV kỹ thuật số,đã khiến các nhà sản xuất phàn nàn.
Cũng như các hệ thống khác, ATSC phụ thuộc vào nhiều tiêu chuẩn đan xen, ví dụ tiêu chuẩn EIA-708 cho chú thích đóng kỹ thuật số, dẫn đến các thay đổi trong triển khai.

## Chuyển đổi kỹ thuật số
ATSC đã thay thế phần lớn hệ thống truyền hình NTSC tương tự tại Hoa Kỳ vào ngày 12 tháng 6 năm 2009, vào ngày 31 tháng 8 năm 2011 tại Canada, vào ngày 31 tháng 12 năm 2012 tại Hàn Quốc và vào ngày 31 tháng 12 năm 2015 tại Mexico.
Các đài truyền hình đã sử dụng ATSC và muốn giữ lại tín hiệu tương tự đã tạm thời bị buộc phải phát trên hai kênh riêng biệt, vì hệ thống ATSC yêu cầu sử dụng toàn bộ một kênh riêng biệt. Số kênh trong ATSC không tương ứng với dải tần số RF, như đã làm với truyền hình analog. Thay vào đó, các kênh ảo, được gửi như một phần của siêu dữ liệu cùng với (các) chương trình, cho phép các số kênh được ánh xạ từ kênh RF vật lý của chúng sang bất kỳ số 1 đến 99 nào khác, để các trạm ATSC có thể được liên kết với NTSC liên quan số kênh hoặc tất cả các trạm trên mạng có thể sử dụng cùng một số. Ngoài ra còn có một tiêu chuẩn cho các hệ thống truyền dẫn phân tán (DTx), một dạng của mạng đơn tầncho phép vận hành đồng bộ nhiều trạm tăng áp trên kênh.

## Âm thanh
Dolby Digital AC-3 được sử dụng làm codec âm thanh, mặc dù nó được tiêu chuẩn hóa là A / 52 bởi ATSC. Nó cho phép truyền tối đa năm kênh âm thanh với kênh thứ sáu cho các hiệu ứng tần số thấp (cấu hình được gọi là "5.1"). Ngược lại, các chương trình phát sóng HDTV ISDB của Nhật Bản sử dụng Mã hóa âm thanh nâng cao (AAC) của MPEG làm codec âm thanh, cũng cho phép phát ra âm thanh 5.1. DVB (xem bên dưới) cho phép cả hai.
Âm thanh MPEG-2 là một ứng cử viên cho tiêu chuẩn ATSC trong loạt bắn súng " Liên minh lớn " của DTV, nhưng đã thua Dolby AC-3. Liên minh Grand đã đưa ra tuyên bố tìm thấy hệ thống MPEG-2 "về cơ bản tương đương" với Dolby, nhưng chỉ sau khi lựa chọn Dolby được thực hiện. Sau đó, một câu chuyện nổi lên rằng MIT đã tham gia một thỏa thuận với Dolby, trong đó trường đại học sẽ được trao một khoản tiền lớn nếu hệ thống MPEG-2 bị từ chối. Dolby cũng đưa ra một động lực để Zenith chuyển đổi phiếu bầu của họ (điều họ đã làm); tuy nhiên, không biết liệu họ có chấp nhận lời đề nghị hay không.

## Video
Hệ thống ATSC hỗ trợ một số độ phân giải màn hình, tỷ lệ khung hình và tốc độ khung hình khác nhau. Các định dạng được liệt kê ở đây theo độ phân giải, hình thức quét (lũy tiếnhoặc xen kẽ) và số khung hình (hoặc trường) mỗi giây.
Để truyền tải, ATSC sử dụng đặc tả hệ thống MPEG, được gọi là luồng truyền tải MPEG, để đóng gói dữ liệu, chịu các ràng buộc nhất định. ATSC sử dụng các gói luồng truyền tải MPEG 188 byte để mang dữ liệu. Trước khi giải mã âm thanh và video diễn ra, máy thu phải giải điều chế và áp dụng sửa lỗi cho tín hiệu. Sau đó, luồng vận chuyển có thể được phân tách thành các luồng cấu thành của nó.

### MPEG-2
Có bốn kích thước hiển thị cơ bản cho ATSC, thường được biết đến bằng cách tham khảo số lượng dòng của chiều cao hình ảnh. Kích thước hình ảnh NTSC và PAL là nhỏ nhất, với chiều rộng 720 (hoặc 704) và chiều cao 480 hoặc 576 dòng. Kích thước thứ ba là hình ảnh HDTV có chiều cao quét 720 và rộng 1280 pixel. Kích thước lớn nhất có chiều cao 1080 dòng và rộng 1920 pixel. Video 1080 dòng thực sự được mã hóa với khung hình 1920 × 1088 pixel, nhưng tám dòng cuối cùng bị loại bỏ trước khi hiển thị. Điều này là do hạn chế định dạng video MPEG-2, yêu cầu chiều cao của hình ảnh trong các mẫu luma (tức là pixel) phải chia hết cho 16.
Độ phân giải thấp hơn có thể hoạt động trong quá trình quét lũy tiến hoặc xen kẽchế độ, nhưng không phải là kích thước hình ảnh lớn nhất. Hệ thống 1080 dòng không hỗ trợ hình ảnh lũy tiến ở tốc độ khung hình cao nhất là 50, 59,94 hoặc 60 khung hình mỗi giây, bởi vì công nghệ như vậy được xem là quá tiên tiến vào thời điểm đó. Tiêu chuẩn cũng yêu cầu video 720 dòng phải quét liên tục, vì điều đó cung cấp chất lượng hình ảnh tốt hơn so với quét xen kẽ ở tốc độ khung hình nhất định và không có việc sử dụng quét xen kẽ cho định dạng đó. Kết quả là sự kết hợp giữa tốc độ khung hình tối đa và kích thước hình ảnh dẫn đến xấp xỉ cùng số lượng mẫu mỗi giây cho cả định dạng xen kẽ 1080 dòng và định dạng 720 dòng, vì 1920 * 1080 * 30 gần bằng 1280 * 720 * 60. Một mối quan hệ bình đẳng tương tự áp dụng cho 576 dòng ở 25 khung hình mỗi giây so với 480 dòng ở 30 khung hình mỗi giây.
Truyền trên mặt đất (truyền qua không trung) mang 19,39 megabit dữ liệu mỗi giây (băng thông dao động còn lại khoảng 18,3  Mbit / giây sau khi sử dụng như sửa lỗi, hướng dẫn chương trình, chú thích đóng, v.v.), so với mức tối đa có thể Tốc độ bit MPEG-2 là 10,08 Mbit / s (7 Mbit / s điển hình) được cho phép trong tiêu chuẩn DVD và 48 Mbit / s (điển hình 36 Mbit / s) được cho phép trong tiêu chuẩn đĩa Blu-ray.
Mặc dù tiêu chuẩn ATSC A / 53 giới hạn truyền MPEG-2 sang các định dạng được liệt kê bên dưới (với tốc độ khung hình nguyên được ghép với các phiên bản tỷ lệ 1000/1001), Ủy ban Truyền thông Liên bang Hoa Kỳ đã từ chối yêu cầu các đài truyền hình tuân theo phần này của tiêu chuẩn ATSC. Về lý thuyết, các đài truyền hình ở Mỹ có thể tự do lựa chọn bất kỳ độ phân giải, tỷ lệ khung hình và tốc độ khung hình / trường, trong giới hạn của Hồ sơ chính @ Cấp cao. Nhiều trạm vượt ra ngoài giới hạn của đặc tả ATSC bằng cách sử dụng các độ phân giải khác - ví dụ: 352 x 480 hoặc 720 x 480.
" EDTV " hiển thị có thể tái tạo nội dung quét liên tục và thường xuyên có một định dạng 16: 9 màn hình rộng. Độ phân giải như vậy là 704 × 480 hoặc 720 × 480 [ cần dẫn nguồn ] trong NTSC và 720 × 576 trong PAL, cho phép 60 khung hình lũy tiến mỗi giây trong NTSC hoặc 50 trong PAL.
| Nghị quyết     | Nghị quyết   | Tỷ lệ khung hình | Tỉ lệ điểm ảnh | Quét     | Tốc độ khung hình (Hz)                      |
| Theo chiều dọc | Ngang        | Tỷ lệ khung hình | Tỉ lệ điểm ảnh | Quét     | Tốc độ khung hình (Hz)                      |
| -------------- | ------------ | ---------------- | -------------- | -------- | ------------------------------------------- |
| 1080           | 1920         | 16: 9            | 1: 1           | cấp tiến | 23.976 24 29.97 30                          |
| 1080           | 1920         | 16: 9            | 1: 1           | xen kẽ   | 29,97 (59,94 trường / s) 30 (60 trường / s) |
| 720            | 1280         | 16: 9            | 1: 1           | cấp tiến | 23.976 24 29.97 30 59.94 60                 |
| 480            | 704 hoặc 858 | 4: 3 hoặc 16: 9  | SMPTE 259M     | cấp tiến | 23.976 24 29.97 30 59.94 60                 |
| 480            | 704 hoặc 858 | 4: 3 hoặc 16: 9  | SMPTE 259M     | xen kẽ   | 29,97 (59,94 trường / s) 30 (60 trường / s) |
| 480            | 640          | 4: 3             | 1: 1           | cấp tiến | 23.976 24 29.97 30 59.94 60                 |
| 480            | 640          | 4: 3             | 1: 1           | xen kẽ   | 29,97 (59,94 trường / s) 30 (60 trường / s) |

ATSC cũng hỗ trợ tốc độ khung hình PAL và độ phân giải được xác định trong tiêu chuẩn ATSC A / 63.
| Nghị quyết     | Nghị quyết | Tỷ lệ khung hình | Tỉ lệ điểm ảnh         | Quét     | Tốc độ khung hình (Hz) |
| Theo chiều dọc | Ngang      | Tỷ lệ khung hình | Tỉ lệ điểm ảnh         | Quét     | Tốc độ khung hình (Hz) |
| -------------- | ---------- | ---------------- | ---------------------- | -------- | ---------------------- |
| 1080           | 1920       | 16: 9            | 1: 1                   | xen kẽ   | 25 (50 trường / giây)  |
| 1080           | 1920       | 16: 9            | 1: 1                   | cấp tiến | 25                     |
| 720            | 1280       | 16: 9            | 1: 1                   | cấp tiến | 50                     |
| 576            | 720        | 4: 3 hoặc 16: 9  | SMPTE 259M             | cấp tiến | 25 50                  |
| 576            | 720        | 4: 3 hoặc 16: 9  | SMPTE 259M             | xen kẽ   | 25 (50 trường / giây)  |
| 576            | 544        | 4: 3 hoặc 16: 9  | SMPTE 259M ba phần tư  | cấp tiến | 25                     |
| 576            | 544        | 4: 3 hoặc 16: 9  | SMPTE 259M ba phần tư  | xen kẽ   | 25 (50 trường / giây)  |
| 576            | 480        | 4: 3 hoặc 16: 9  | SMPTE 259M hai phần ba | cấp tiến | 25                     |
| 576            | 480        | 4: 3 hoặc 16: 9  | SMPTE 259M hai phần ba | xen kẽ   | 25 (50 trường / giây)  |
| 576            | 352        | 4: 3 hoặc 16: 9  | SMPTE 259M một nửa     | cấp tiến | 25                     |
| 576            | 352        | 4: 3 hoặc 16: 9  | SMPTE 259M một nửa     | xen kẽ   | 25 (50 trường / giây)  |
| 288            | 352        | 4: 3 hoặc 16: 9  | CIF                    | cấp tiến | 25                     |

Đặc tả ATSC A / 53 áp đặt các ràng buộc nhất định đối với luồng video MPEG-2:
- Giá trị tốc độ bit tối đa trong tiêu đề chuỗi của luồng video MPEG-2 là 19,4 Mbit / s cho truyền hình phát sóng và 38,8 Mbit / s cho chế độ "tốc độ dữ liệu cao" (ví dụ: truyền hình cáp). Tốc độ bit video MPEG-2 thực tế sẽ thấp hơn, vì luồng video MPEG-2 phải nằm gọn trong luồng truyền tải.
- Số lượng bộ đệm luồng MPEG-2 được yêu cầu tại bộ giải mã (vbv_buffer_size_value) phải nhỏ hơn hoặc bằng 999.424 byte.
- Trong hầu hết các trường hợp, máy phát không thể bắt đầu gửi hình ảnh được mã hóa cho đến trong vòng nửa giây khi nó được giải mã (vbv_delay nhỏ hơn hoặc bằng mức tăng xung nhịp 45000 90 kHz).
- Luồng phải bao gồm thông tin so màu (đường cong gamma, màu RGB chính xác được sử dụng và mối quan hệ giữa RGB và YCbCr được mã hóa).
- Video phải là 4: 2: 0 (độ phân giải sắc độ phải bằng 1/2 độ phân giải ngang luma và 1/2 độ phân giải dọc luma).

Đặc tả ATSC và MPEG-2 cho phép sử dụng các khung lũy tiến được mã hóa trong một chuỗi video xen kẽ. Ví dụ: các trạm NBC truyền một chuỗi video 1080i60, nghĩa là đầu ra chính thức của quá trình giải mã MPEG-2 là sáu mươi trường 540 dòng mỗi giây. Tuy nhiên, đối với các chương trình truyền hình thời gian chính, 60 trường đó có thể được mã hóa bằng 24 khung hình lũy tiến làm cơ sở - thực tế, một luồng video 1080p24 (chuỗi 24 khung hình liên tục mỗi giây) được truyền đi và siêu dữ liệu MPEG-2 hướng dẫn bộ giải mã để xen kẽ các trường này và thực hiện kéo xuống 3: 2 trước khi hiển thị, như trong telecine mềm.
Đặc điểm kỹ thuật ATSC cũng cho phép các chuỗi 1080p-1080p 1080p và 1080p24, tuy nhiên chúng không được sử dụng trong thực tế, vì các đài truyền hình muốn có thể chuyển đổi giữa 60 Hz xen kẽ (tin tức), 30 Hz tiến bộ hoặc PsF (vở opera xà phòng) và 24 Hz nội dung lũy tiến (thời gian chính) mà không kết thúc chuỗi 1080i60 MPEG-2.
Các định dạng 1080 dòng được mã hóa với ma trận luma 1920 × 1088 pixel và ma trận sắc độ 960 × 540, nhưng 8 dòng cuối cùng bị loại bỏ bởi quá trình giải mã và hiển thị MPEG-2.

### H.264 / MPEG-4 AVC
Vào tháng 7 năm 2008, ATSC đã được cập nhật để hỗ trợ codec video ITU-T H.264. Tiêu chuẩn mới được chia thành hai phần:
- A / 72 phần 1: Đặc điểm hệ thống video của AVC trong Hệ thống truyền hình kỹ thuật số ATSC
- A / 72 phần 2: Đặc điểm của hệ thống con truyền tải video AVC

Các tiêu chuẩn mới hỗ trợ 1080p ở mức 50, 59,94 và 60 khung hình mỗi giây; tốc độ khung hình như vậy yêu cầu Cấp độ cấu hình cao H.264 / AVC, trong khi tốc độ khung hình HDTV tiêu chuẩn chỉ yêu cầu Cấp độ 3.2 và 4, và tốc độ khung hình SDTV yêu cầu Cấp độ 3 và 3.1.
| Nghị quyết     | Nghị quyết | Tỷ lệ khung hình | Tỉ lệ điểm ảnh                | Quét     | Tốc độ khung hình (Hz)                                         | Cấp độ |
| Theo chiều dọc | Ngang      | Tỷ lệ khung hình | Tỉ lệ điểm ảnh                | Quét     | Tốc độ khung hình (Hz)                                         | Cấp độ |
| -------------- | ---------- | ---------------- | ----------------------------- | -------- | -------------------------------------------------------------- | ------ |
| 1080           | 1920       | 16: 9            | 1: 1                          | cấp tiến | 23.976 24 29.97 30 25                                          | 4      |
| 1080           | 1920       | 16: 9            | 1: 1                          | cấp tiến | 59,94 60 50                                                    | 4.2    |
| 1080           | 1920       | 16: 9            | 1: 1                          | xen kẽ   | 29,97 (59,94 trường / s) 30 (60 trường / s) 25 (50 trường / s) | 4      |
| 1080           | 1440       | 16: 9            | HDV (4: 3)                    | cấp tiến | 23.976 24 29.97 30 25                                          | 4      |
| 1080           | 1440       | 16: 9            | HDV (4: 3)                    | cấp tiến | 59,94 60 50                                                    | 4.2    |
| 1080           | 1440       | 16: 9            | HDV (4: 3)                    | xen kẽ   | 29,97 (59,94 trường / s) 30 (60 trường / s) 25 (50 trường / s) | 4      |
| 720            | 1280       | 16: 9            | 1: 1                          | cấp tiến | 23.976 24 29.97 30 59.94 60 25 50                              | 3,2, 4 |
| 480            | 720        | 4: 3 hoặc 16: 9  | SMPTE 259M (10:11 hoặc 40:33) | cấp tiến | 23.976 24 29.97 30 59.94 60 25 50                              | 3,1, 4 |
| 480            | 720        | 4: 3 hoặc 16: 9  | SMPTE 259M (10:11 hoặc 40:33) | xen kẽ   | 29,97 (59,94 trường / s) 30 (60 trường / s) 25 (50 trường / s) | 3      |
| 480            | 704        | 4: 3 hoặc 16: 9  | SMPTE 259M (10:11 hoặc 40:33) | cấp tiến | 23.976 24 29.97 30 59.94 60 25 50                              | 3,1, 4 |
| 480            | 704        | 4: 3 hoặc 16: 9  | SMPTE 259M (10:11 hoặc 40:33) | xen kẽ   | 29,97 (59,94 trường / s) 30 (60 trường / s) 25 (50 trường / s) | 3      |
| 480            | 640        | 4: 3             | 1: 1                          | cấp tiến | 23.976 24 29.97 30 59.94 60 25 50                              | 3,1, 4 |
| 480            | 640        | 4: 3             | 1: 1                          | xen kẽ   | 29,97 (59,94 trường / s) 30 (60 trường / s) 25 (50 trường / s) | 3      |
| 480            | 544        | 4: 3             | SMPTE 259M ba phần tư (40:33) | cấp tiến | 23.976 25                                                      | 3      |
| 480            | 544        | 4: 3             | SMPTE 259M ba phần tư (40:33) | xen kẽ   | 29,97 (59,94 trường / s) 25 (50 trường / s)                    | 3      |
| 480            | 528        | 4: 3             | SMPTE 259M ba phần tư (40:33) | cấp tiến | 23.976 25                                                      | 3      |
| 480            | 528        | 4: 3             | SMPTE 259M ba phần tư (40:33) | xen kẽ   | 29,97 (59,94 trường / s) 25 (50 trường / s)                    | 3      |
| 480            | 352        | 4: 3             | SMPTE 259M một nửa (20:11)    | cấp tiến | 23.976 25                                                      | 3      |
| 480            | 352        | 4: 3             | SMPTE 259M một nửa (20:11)    | xen kẽ   | 29,97 (59,94 trường / s) 25 (50 trường / s)                    | 3      |
| 240            | 352        | 4: 3             | SIF (10:11)                   | cấp tiến | 23.976 25                                                      | 3      |
| 120            | 176        | 4: 3             | Một nửaSIF (10:11)            | cấp tiến | 23.976 25                                                      | 1.1    |